# 東京外国為替市場
東京外国為替市場（とうきょうがいこくかわせしじょう）は、東京における外国通貨の売買の場である。東京証券取引所のような特定の場所があるわけではない。外為ブローカーおよび日本の外国為替会計の代理人である日本銀行がその場で外国為替の売買を行うものである。ブローカーとしてはマネックスFX（旧トウキョウフォレックス）と上田ハーローが有名で、ニュース映像に出て来るディーリングルームは両社のどちらかである。
日本銀行では、東京市場での為替変動の情報を提供するため、便宜上取引市場を9時-17時と定め、1日の始値・終値・高安値を毎日公表している。

## 沿革
- 1949年（昭和24年） 4月 - 1ドル=360円の為替相場が設定
- 1952年（昭和27年） 7月 - 東京短資、外国為替仲介業務開始
- 1952年（昭和27年） 7月1日 - 東京外国為替市場がオープン
- 1963年（昭和38年）10月1日 - 上田短資、外国為替仲介業務開始
- 1963年（昭和38年）4月22日 - 為替変動幅0.75%に拡大、平衡操作導入
- 1968年（昭和43年） 2月6日 - 円転換規制実施
- 1971年（昭和46年）12月18日 - スミソニアン合意、1ドル=308円
- 1971年（昭和46年） 8月15日 - ニクソンショック、金ドル交換停止
- 1972年（昭和47年） 4月17日 - 東京ドルコール市場発足
- 1973年（昭和48年）10月17日  - 第一次オイルショック
- 1973年（昭和48年） 2月14日 - 円を変動相場制に移行
- 1973年（昭和48年） 3月10日 - 東京外国為替市場、土曜休日制実施
- 1978年（昭和53年）12月 - トウキョウフォレックス、業務開始
- 1978年（昭和53年） 7月24日 - 東京市場でドル=200円割れ、199円10銭
- 1980年（昭和55年） 4月1日 - 東京市場での為替取引をファームオーダー制に変更
- 1984年（昭和59年） 4月1日 - 対顧客先物取引の実需原則撤廃
- 1984年（昭和59年） 7月2日 - 円ドル為替以外の通貨の銀行間直接取引(DD)開始
- 1984年（昭和59年） 8月1日 - 円ドル為替以外の通貨の国際間取引仲介(IB)開始
- 1985年（昭和60年）11月1日 - 上田ハーロー、業務開始
- 1985年（昭和60年） 2月1日 - 円ドル為替取引のDD及びIB取引開始
- 1985年（昭和60年） 9月22日 - プラザ合意
- 1986年（昭和61年）12月1日 - 東京オフショア市場(JOM)発足
- 1987年（昭和62年） 2月22日 - ルーブル合意
- 1994年（平成 6年）12月21日 - 東京市場、市場取引時間制撤廃
- 1994年（平成 6年） 6月27日 - 東京市場で1ドル=100円割れ、99円50銭
- 1995年（平成 7年） 4月19日 - 東京市場、円最高値、79円75銭
- 1998年（平成10年） 4月1日 - 「外国為替及び外国貿易法」施行
- 2008年（平成20年） 3月13日 - 東京市場で一時ドル=100円割れ、99円76銭をつける（終値は1ドル＝100円17-20銭）。
- 2008年（平成20年）10月24日 - 東京市場で約13年2カ月ぶりに一時ドル=90円台、90円87銭をつける。前日終値より7円近くの急騰。

## 脚註
1. ↑  “眠らない市場～外国為替市場の『朝』～”. お金の見通しラボ.   東京スター銀行 (2018年11月1日). 2021年2月12日閲覧。